# Besneči Roland
Besneči Roland (ital. Orlando furioso) je viteški ep in najpomembnejše Ariostovo pesniško delo.
Ep je nastajal od leta 1503 do 1521, pesnik ga je za nove izdaje dopolnjeval z novimi spevi, zadnja, najobsežnejša verzija je bila napisana leta 1532. Celota je nadaljevanje Bioardovega epa Zaljubljeni Roland.
Obsega 46 spevov, napisanih v stancah. V njem je avtor združil motive iz srednjeveškega karolinškega in bretonskega cikla, srednjeveške viteške junake pa je preoblikoval v strastne in čustvene renesančne ljudi.
Ariosto v epu v okviru bojev med krščansko viteško vojsko Karla Velikega in poganskimi Saraceni niza številne ljubezenske prigode več junakov in junakinj. (Roland, Angelica, Medoro, Ruggiero, Bradamante, Astolfo). Dogodivščine se prepletajo med sabo na videz brez reda, anarhično, brez zaključne kompozicije v primerjavi z epsko zgradbo antike ali Aristotelove teorije o epu. V nasprotju z Bioardovim epom Ariostova pesnitev ni niti parodija niti idealizacija viteštva. Viteške ljubezenske prigode prikazuje s stališča renesančne čutnosti, individualizma in predvsem estetike. Pesniku gre predvsem za harmonično lepoto življenjskih pojavov. Estetska domišljija se prepleta s fino ironijo in lahkotnim humorjem. Slog je pogovorno lahkoten in igriv. Delo je obveljalo za umetniški vrh renesančne epike.